# Skalpkylning
Skalpkylning är en behandling som används för att motverka håravfall i samband med cytostatikabehandling. 
Genom att sänka temperaturen på skalpen minskar blodgenomströmningen i skalpen och mindre cytostatika når hårcellerna. Metabolismen i hårcellerna sänks också av kylan varpå påverkan från cytostatikan blir mindre. Tillsammans gör detta att risken för håravfall minskas. 
Det finns olika metoder av skalpkylning. På 1970-talet användes is-hättor på huvudet. De behövde bytas ofta för att huvudet skulle hållas kallt. Gelmössor som förvaras i frysen används på en del ställen och måste också bytas med jämna mellanrum, vilket ger ojämn kylning av skalpen. I slutet av 1990-talet introducerades kontinuerlig skalpkylning. Maskinen består av en tank med kylvätska som kyls ner av en generator. Från tanken pumpas vätskan via slangar till en silikonmössa med kanaler där vätskan cirkulerar. Silikonmössan har god passform, det är viktigt att den sitter tätt på skalpen. Över silikonmössan sitter en isolerande yttermössa. Kontinuerlig skalpkylning innebär mer komfort för patienten, huvudet vänjer sig vid kylan, och bättre resultat av hårbevarande. Det finns nu flera företag som sysslar med skalpkylning, där svenska Dignitana och brittiska Paxman hör till de större. 
Modern skalpkylning har visat sig ha god effekt och hjälper flertalet av de behandlade att behålla håret vid cytostatikabehandling. Inga allvarliga bieffekter av skalpkylning har påvisats.